# Justyna Franieczek

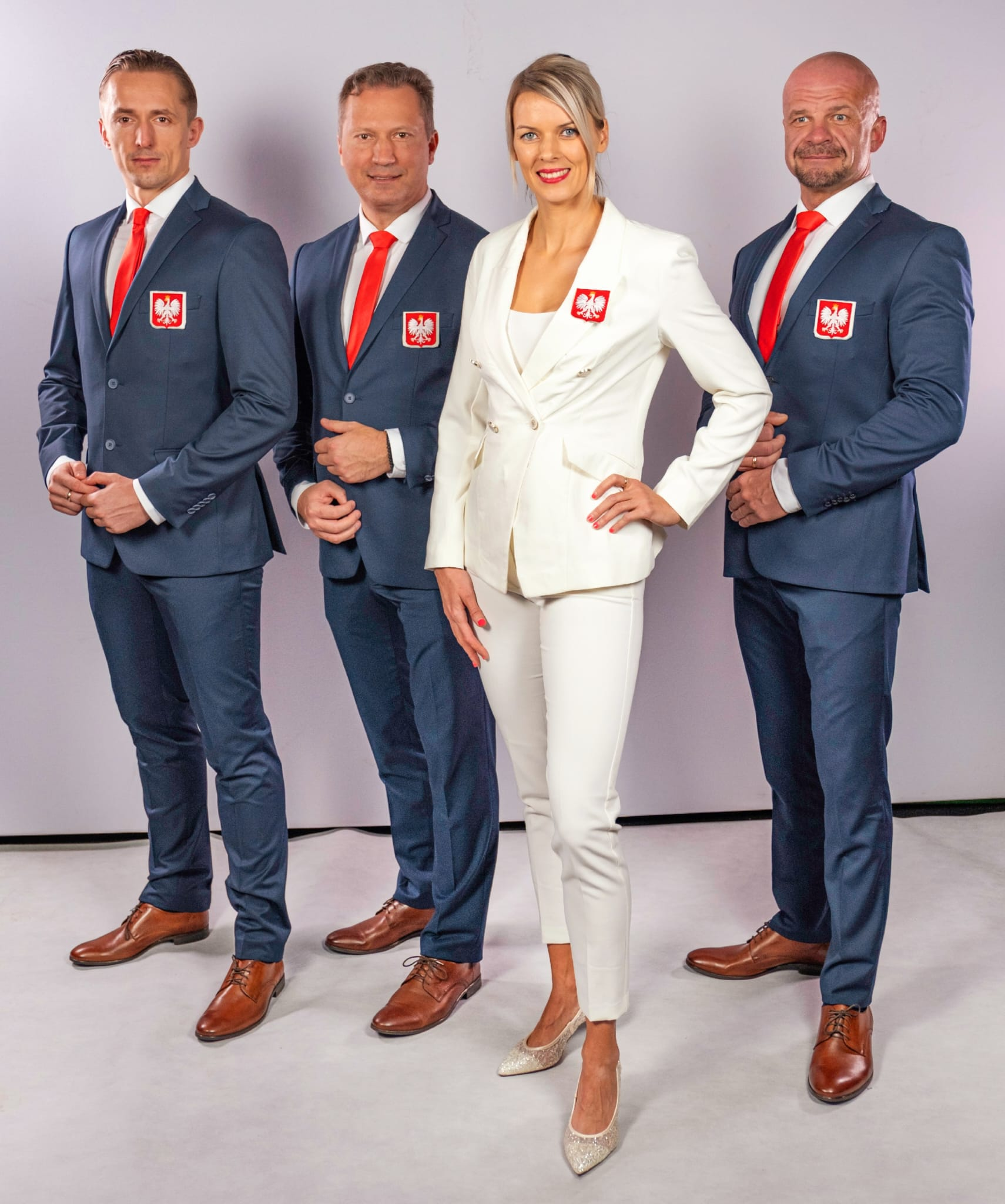
Sztab zawodniczki Reprezentacji Polski od lewej dr Kamil Całek, Krzysztof Błaszkiewicz, mistrzyni świata Justyna Franieczek, Radosław Koniec

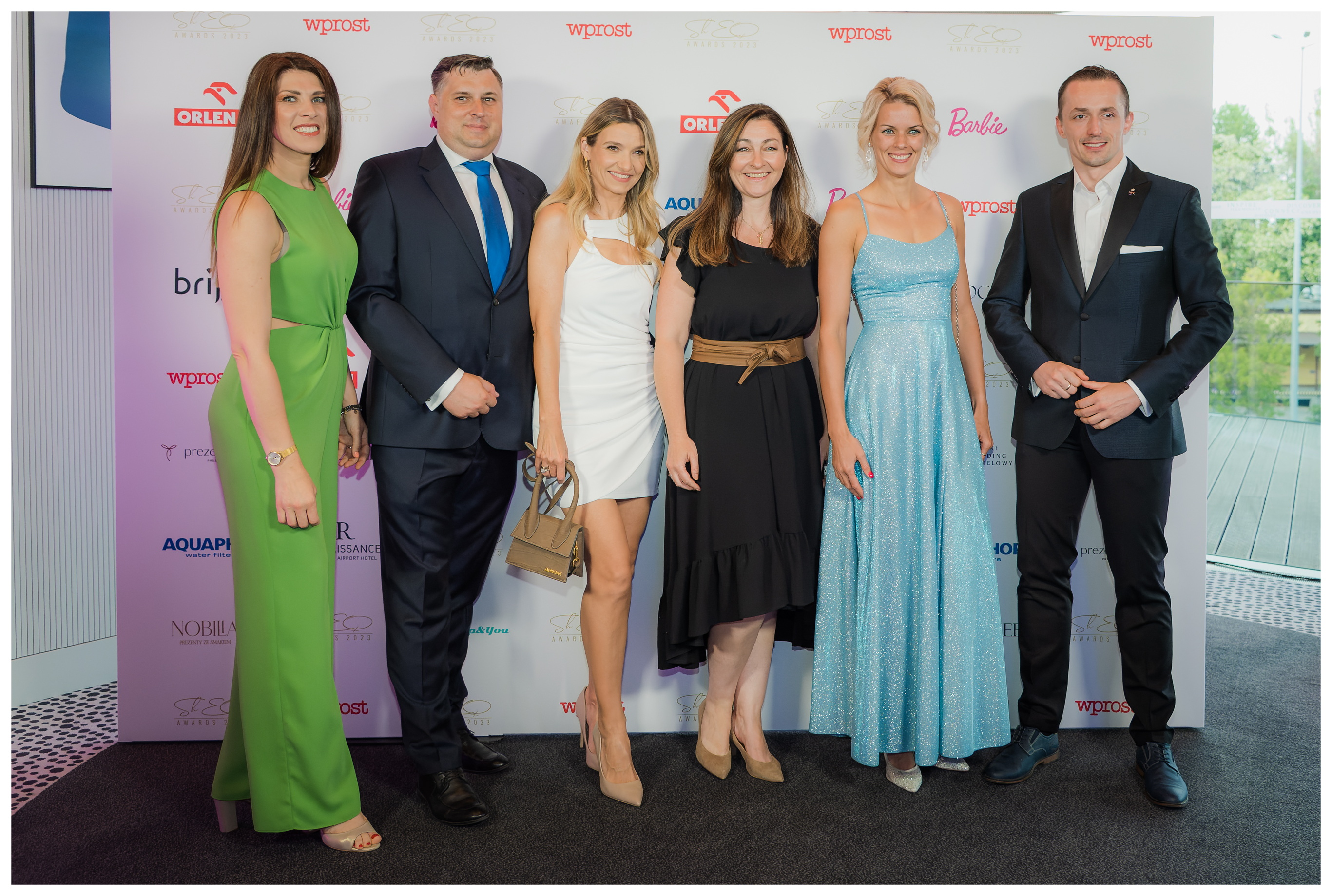
Kobieta Roku 2023 Przełamywanie Barier SHEO 2023 Tygodnika WPROST

Justyna Franieczek (ur. 6 kwietnia 1989 we Wrocławiu) – polska niepełnosprawna lekkoatletka. Mistrzyni świata i Europy. Występuje w kategorii T20. W 2021 zdobyła tytuł mistrzyni świata w biegu na 400 m oraz w sztafecie. Finalistka Igrzysk Paraolimpijskich w Tokio. 13 października 2021 Wojewoda Wielkopolski Michał Zieliński powołał Justynę Franieczek w skład Rady do Spraw Sportu przy Wojewodzie Wielkopolskim.

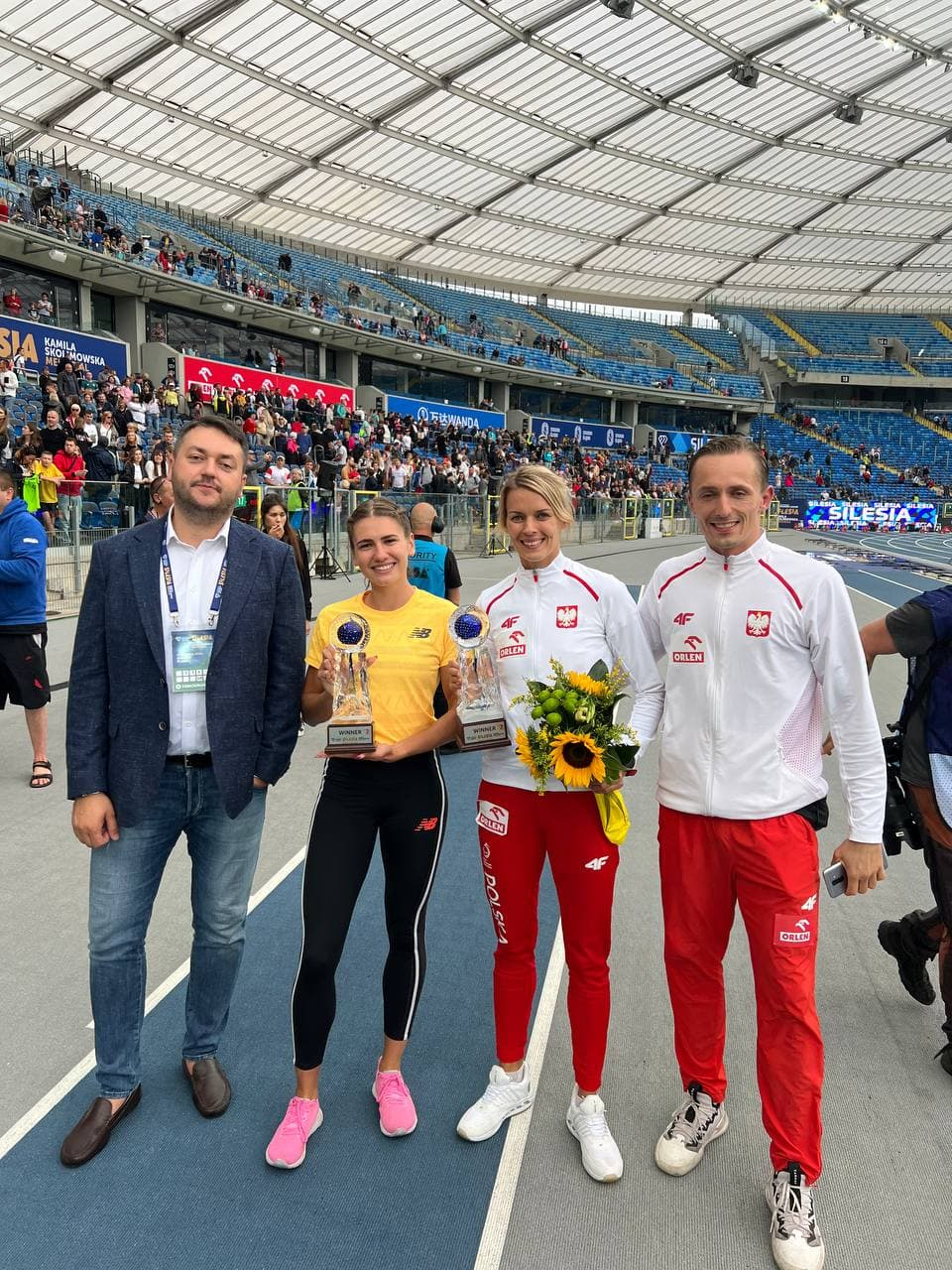
Memoriał Kamili Skolimowskiej 2022

## Życiorys
Jako juniorka zdobywała medale mistrzostw Polski razem z osobami pełnosprawnymi. Później jednak wykryto u niej nowotwór, przez który musiała zrezygnować ze sportu. Powróciła po udanej walce z chorobą. Po pewnym czasie uległa poważnemu wypadkowi samochodowemu, ponosząc 30% uszczerbku na zdrowiu, wskutek czego poroniła ciążę. Jej powrót do zdrowia i sportu trwał osiem lat.
W 2019 wystąpiła na mistrzostwach świata w Dubaju, zajmując siódme miejsce w biegu na 400 metrów T20. W 2020 zdobyła srebrny medal w Mistrzostwach Polski Osób Niepełnosprawnych w Pływaniu reprezentując klub Start Skrzatusz. W 2021 zdobyła brązowy medal w Mistrzostwach Polski Osób Niepełnosprawnych w Biegach Narciarskich oraz dwa złote medale na 49. Paralekkoatletycznych Mistrzostwach Polski i XXVIII Mistrzostwa Polski w Lekkiej Atletyce, natomiast w Mistrzostwach Europy zdobyła brązowy medal. W finale Igrzysk Paraolimpijskich w Tokio zajęła piąte miejsce. W 2022 zwyciężyła w WANDA Diamentowa Liga - Memoriał Kamili Skolimowskiej na dystansie 200 m w swojej kategorii oraz w Igrzyskach Europejskich Virtus European Summer Games. W 2023 została laureatką nagrody Kobieta Roku 2023 Przełamywanie Barier SHEO 2023 Tygodnika WPROST. Tego samego roku z reprezentacją Polski zdobyła mistrzostwo świata w sztafecie.

## Wyniki
| Rok  | Zawody                                                           | Miejscowość         | Konkurencja                           | Czas    | Pozycja    |
| ---- | ---------------------------------------------------------------- | ------------------- | ------------------------------------- | ------- | ---------- |
| 2024 | WANDA Diamentowa Liga - Memoriał Kamili Skolimowskiej            | Chorzów             | Bieg na 200 metrów (T20)              | 0:26,56 | 1. miejsce |
| 2024 | Mistrzostwa Europy Virtus Open European Athletics Championships  | Uppsala             | Sztafeta 4x400 metrów (T20)           | 4:24,27 | 2. miejsce |
| 2024 | Mistrzostwa Europy Virtus Open European Athletics Championships  | Uppsala             | Bieg na 400 metrów (T20)              | 1:01,41 | 4. miejsce |
| 2023 | WANDA Diamentowa Liga - Memoriał Kamili Skolimowskiej            | Chorzów             | Bieg na 200 metrów (T20)              | 0:26,89 | 1. miejsce |
| 2023 | Mistrzostwa Świata Virtus Global Games                           | Vichy               | Sztafeta 4x400 metrów (T20)           | 4:03,60 | 1. miejsce |
| 2023 | Mistrzostwa Świata Virtus Global Games                           | Vichy               | Bieg na 400 metrów (T20)              | 0:59,98 | 4. miejsce |
| 2022 | Igrzyska Europejskie                                             | Kraków              | Bieg na 400 metrów (T20)              | 0:59,83 | 1. miejsce |
| 2022 | Igrzyska Europejskie                                             | Kraków              | Bieg na 200 metrów (T20)              | 0:26,90 | 2. miejsce |
| 2022 | Igrzyska Europejskie                                             | Kraków              | Bieg na 100 metrów (T20)              | 0:12,68 | 2. miejsce |
| 2022 | WANDA Diamentowa Liga - Memoriał Kamili Skolimowskiej            | Chorzów             | Bieg na 200 metrów (T20)              | 0:27,21 | 1. miejsce |
| 2021 | Memoriał Kamili Skolimowskiej                                    | Chorzów             | Bieg na 100 metrów (T20)              | 0:13,20 | 1. miejsce |
| 2021 | Igrzyska Paraolimpijskie                                         | Tokio               | Bieg na 400 metrów (T20)              | 0:59,14 | 5. miejsce |
| 2021 | Virtus World Athletics Championships                             | Bydgoszcz           | Bieg na 400 metrów (T20)              | 0:59,66 | 1. miejsce |
| 2021 | Virtus World Athletics Championships                             | Bydgoszcz           | Sztafeta 4x100 metrów (T20)           | 0:52,78 | 1. miejsce |
| 2021 | Virtus World Athletics Championships                             | Bydgoszcz           | Bieg na 100 metrów (T20)              | 0:13,38 | 3. miejsce |
| 2021 | Virtus World Athletics Championships                             | Bydgoszcz           | Bieg na 200 metrów (T20)              | 0:27,08 | 3. miejsce |
| 2021 | European Championships                                           | Bydgoszcz           | Bieg na 400 metrów (T20)              | 0:59,09 | 3. miejsce |
| 2021 | XXVIII Mistrzostwa Polski w Lekkiej Atletyce — „Sprawni-Razem”   | Sępólno Krajeńskie  | Bieg na 400 metrów (T20)              | 1:01,82 | 1. miejsce |
| 2021 | 49. Paralekkoatletyczne Mistrzostwa Polski                       | Bydgoszcz           | Bieg na 400 metrów (T20)              | 1:00,64 | 1. miejsce |
| 2021 | Mistrzostwa Polski Osób Niepełnosprawnych w Biegach Narciarskich | Ptaszkowa           | Bieg stylem klasycznym na 1300 metrów | 6:44,20 | 3. miejsce |
| 2020 | Mistrzostwa Polski Osób Niepełnosprawnych w Pływaniu             | Gorzów Wielkopolski | Styl dowolny na 50 metrów             | 0:53,93 | 2. miejsce |
| 2020 | XXVII Mistrzostwa Polski w Lekkiej Atletyce ZSS „Sprawni-Razem”  | Bydgoszcz           | Bieg na 400 metrów (T20)              | 1:02,03 | 1. miejsce |
| 2020 | XXVII Mistrzostwa Polski w Lekkiej Atletyce ZSS „Sprawni-Razem”  | Bydgoszcz           | Bieg na 200 metrów (T20)              | 0:27,78 | 1. miejsce |
| 2020 | Memoriał Kamili Skolimowskiej                                    | Chorzów             | Bieg na 100 metrów (T20)              | 0:13,49 | 3. miejsce |
| 2020 | 48. Paralekkoatltetyczne Mistrzostwa Polski                      | Kraków              | Bieg na 400 metrów (T20)              | 1:01,04 | 1. miejsce |
| 2019 | Mistrzostwa świata                                               | Dubaj               | Bieg na 400 metrów (T20)              | 1:01,15 | 7. miejsce |
| 2019 | Paralekkoatletyczne Mistrzostwa Polski                           | Bydgoszcz           | Bieg na 400 metrów (T20)              | 0:58,81 | 1. miejsce |
| 2019 | World Para Athletics Grand Prix                                  | Bydgoszcz           | Bieg na 400 metrów (T20)              | 0:58,81 | 1. miejsce |
| 2019 | Mistrzostwa Polski w Lekkiej Atletyce                            | Ciechanów           | Bieg na 400 metrów (T20)              | 0:59,14 | 1. miejsce |
| 2019 | Memoriał Kamili Skolimowskiej                                    | Chorzów             | Bieg na 100 metrów (T20)              | 0:13,48 | 3. miejsce |

## Odznaczenia
- Srebrny Krzyż Zasługi (2023)[25]
- Krzyż Kawalerski Orderu Świętego Stanisława (odznaczenie prywatne, 2018)[26]
- Złoty Medal „Zasłużony dla Obrony Terytorialnej” (2019)[27]
- Medal „Sport w Służbie Ojczyzny” (2019)[27]
- Złoty Medal Pamiątkowy 50. Rocznicy Śmierci gen. broni Władysława Andersa (2021)[28]